# میشائل هوبنر
میشائل هوبنر (انگلیسی: Michael Hübner؛ زادهٔ ۸ آوریل ۱۹۵۹ – درگذشتهٔ ۱۲ نوامبر ۲۰۲۴) دوچرخه‌سوار اهل آلمان بود.
وی در مسابقات کشوری و بین‌المللی در مجموع برندهٔ ۷ مدال طلا، ۶ مدال نقره و ۳ مدال برنز شده‌است.